# Enges
Enges es una comuna suiza del cantón de Neuchâtel, situada en el distrito de Neuchâtel. Limita al noreste con la comuna de Lignières, al este con Le Landeron, al sureste con Cressier, al suroeste con Neuchâtel, y al oeste con Savagnier y Val-de-Ruz.

## Demografía
En la siguiente tabla se muestra la evolución de la población histórica de la comuna:

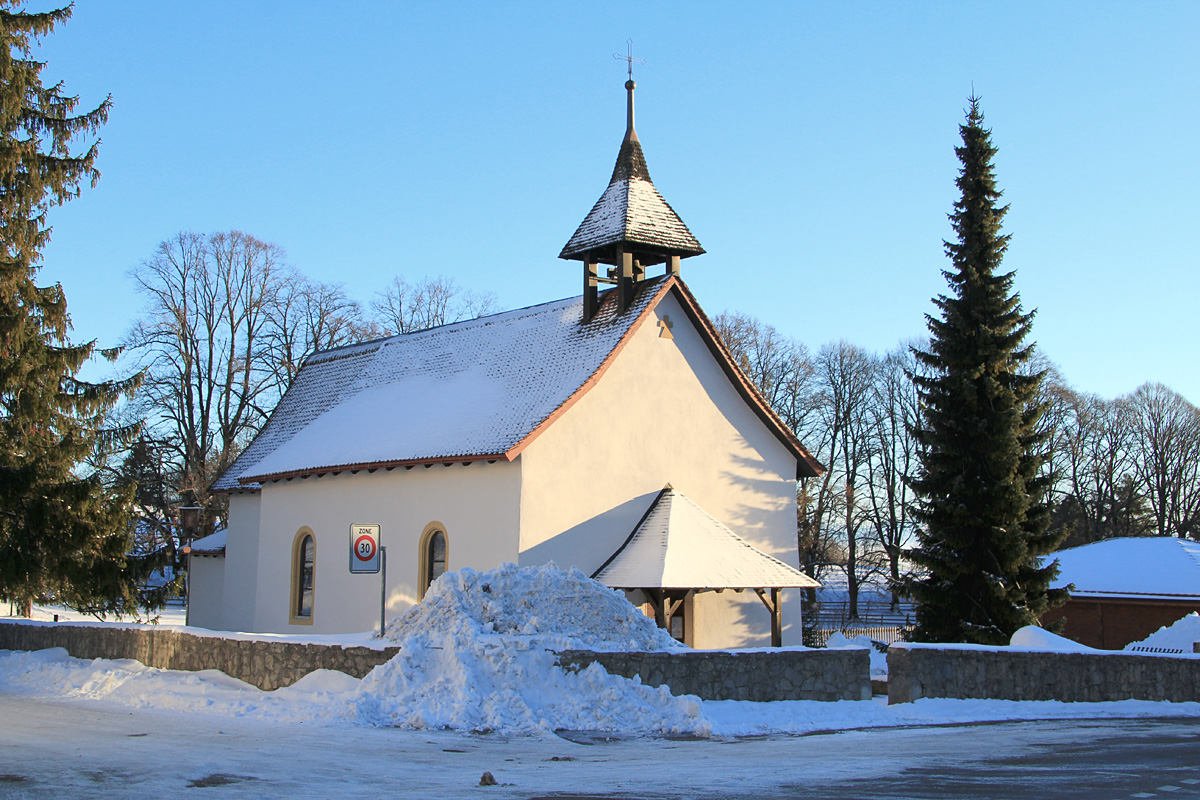
Iglesia de Enges.